# Pteridofite
Ferigile (Încrengătura Pteridophyta) sunt primele plante vasculare apărute pe uscat, care au corpul vegetativ reprezentat de generația sporofitică, care devine dominantă. Se cunosc peste 12000 specii de ferigi, clasificate în aproximativ 300 genuri. 
Sunt plante iubitoare de umezeală, de aceea le întâlnim în locurile unde este răcoare și lumină, dar nu foarte puternică. Aceste condiții sunt întâlnite în pădurile de câmpie, dar în special în cele de la munte, pe valea râurilor.

## Caractere generale
Sunt plante vasculare; Au organe vegetative adevărate (rădăcină, tulpină și frunză); Înmulțirea se face prin spori sau prin celule sexuale feminine si masculine.  Corpul este denumit corm.

## Organizarea structurală

### Rădăcina
Ferigile sunt cormofite. Aceasta înseamnă că au organe vegetative adevărate (rădăcină, tulpină, frunze). Feriga comună trăiește în locuri umede pe marginea apelor de munte, în păduri, etc. În pământ are un rizom, de care sunt prinse rădăcini adventive și firoase care alcătuiesc în fiecare an buchețele de frunze. Frunza este formată din teacă, pețiol și limb (organe vegetative adevărate), întrucât acestea au vase conducătoare. Pe dosul frunzelor la ferigi se găsesc spori cu sporangi, iar sporangii la rândul lor conțin spori. La maturitate sporii cad pe pământ. Dacă găsesc locuri umede, ei vor da naștere unei plăntuțe numită protal. Aceasta are organe sexuale bărbătești (anteridii) și femeiești (arhegoane). Prin fecundație, ele dau naștere celulei-ou. La rândul ei, aceasta dă naștere unei noi plăntuțe și atunci protalul va muri. Ciclul de dezvoltare este diferit prin generația sexuată (protalul) și asexuată (celula-ou) față de mușchi, deoarece generațiile sunt independente.

### Frunza
Anual se dezvoltă frunze noi, care la unele specii pot atinge 30m în lungime. La început ele sunt răsucite în formă de melc, deoarece partea inferioară crește mai repede decât cea superioară. Pe măsura creșterii, frunzele se desfac, apărând un pețiol și o lumină dublă penat-sectată. Frunzele îndeplinesc, de regulă, doua funcții: de fotosinteză și de sporificație.
Se întâlnesc și ferigi cu frunzulițe mici (Salvinia natans) sau în formă de panglică (Phllitis scolopendrium). În frunzele unor ferigi acvatice (Azolla sp.) se dezvoltă cianobacterii fixatoare de azot. La unele specii de ferigi tropicale epifite, majoritatea frunzelor amintesc de coarnele renului, iar cele de la bază prezintă un ,,butonaș” cu resturi vegetale în putrefacție.

### Tulpina
Unele specii tropicale și subtropicale sunt arborii. Tulpina lor nu crește în grosime, pastrând forma cilindrică. În vârful tulpinii se află un buchet de frunze mari. Spre deosebire de mușchi, ferigile dispun de țesut conductor, reprezentat de traheide și tuburi perforate fără celule anexe.

## Reproducerea
Ferigile se înmulțesc vegetativ (prin fragmente de rizomi),asexuat (prin spori) sau sexuat (gameți - anterozoizi și oosfere).
Pentru realizarea reproducerii sexuate este necesară prezența apei, prin care anterozoizii se deplasează cu ajutorul flagelului spre oosfera.
Ferigile sunt mai evoluate comparativ cu mușchii prin prezența țesuturilor și a organelor adevărate (frunze,tulpină și radăcină) care formează cormul.

## Importanța ferigilor
Din rizomul de ferigi se prepară medicamente împotriva viermilor intestinali (vermifug).
Ferigile mai pot fi folosite ca și plante decorative.
Ferigile arborescente străvechi au și ele o importanță deosebită , deoarece au format, în timp, rezerve consistente de huilă și antracit (cărbuni).
Exemple de ferigi: Lycopodium clavatum (pedicuță sau brădișor), Selaginella helvetica (struțișor), Polypodium vulgare (feriguța), Dryopterix filix-mas (feriga comună).